# Площадь Энергетиков
Пло́щадь Энерге́тиков — площадь в Ленинском районе Новосибирска. Крупный транспортный узел, связывающий левый и правый берега Новосибирска, а также движение с аэропорта Толмачёво, города Обь.

## Описание
Площадь образуется пересечением Станционной улицы, которая соединяет Новосибирск с городом Обь и аэропортом Толмачёво, и проезда Энергетиков, который соединяет через Димитровский мост Ленинский район с Железнодорожным районом, а также с жилмассивом Затон.
Предусмотрено строительство скоростной дороги по границе Затулинского массива с выходом на улицу Станиславского и через площадь Энергетиков, Димитровскому мосту и проспекту Димитрова, по улицам Нарымской, Жуковского, Мочищенскому шоссе до Северного обхода у поселка Садовый. В настоящее время это направление перегружено — интенсивность движения превышает пропускную способность магистралей в 1,5—2 раза.

## Архитектура
Архитектура зданий площади представлена в основном трёхэтажными кирпичными домами 1930-х годов постройки, расположенными по улицам Станционная и Восточный посёлок. Наряду с ними, появляются новые административные здания.

## Транспорт
Площадь Энергетиков является одним из крупных транспортных пересадочных узлов левобережья Новосибирска. На площади есть остановки наземного транспорта: автобусов, троллейбусов, маршрутных такси.
В непосредственной близости от площади проходит Западно-Сибирская железная дорога (Омское направление).

## Организации на площади Энергетиков
На самой площади, находятся ДК им. Клары Цеткин, парапланерный клуб, магазины автозапчастей, магазин электротоваров сети «ЭТРЭС», стоматологический кабинет, юридические и адвокатские конторы, транспортные компании, филиал вневедомственной охраны. В непосредственной близости находится крупная Новосибирская ТЭЦ-2 и ОАО завод «Реминструмент», супермаркет «Холди Дискаунтер», автоцентр «Плутон» и специальная коррекционная школа № 62.
На площади расположены две заправочные станции: АЗС и АГЗС.
В непосредственной близости от Площади Энергетиков, на соседней Площади Труда, располагается крупный «Многофункциональный Центр Предоставления государственных и муниципальных услуг». В нём расположены кофейня «Трэвэлерс Кофе», офис «Радио Turbo» (103,3 FM), филиал банка «Левобережный». А также компании различного профиля — адвокатские, бухгалтерские, инвестиционные, консалтинговые, оценочно-правовые, страховые, юридические.
Площадь входит в «График планово-предупредительного ремонта дорог на 2010 год» Мэрии г. Новосибирска.